# رئيس وزراء الهند
رئيس وزراء الهند (بالأبجدية الدولية للترجمة السنسكريتية: Bhārat ke Pradhānamantrī) هو رئيس السلطة التنفيذية لحكومة الهند. رئيس الوزراء هو المستشار الأول لرئيس الهند ورئيس مجلس وزراء الاتحاد. يمكن لرئيس وزراء الهند أن يكون عضوًا في أي من مجلسي برلمان الهند- لوك سابها (مجلس الشعب) وراجيا سابها (مجلس الشيوخ)، ولكن يجب أن يكون عضوًا في حزب سياسي أو ائتلاف يتمتع بأغلبية في لوك سابها.

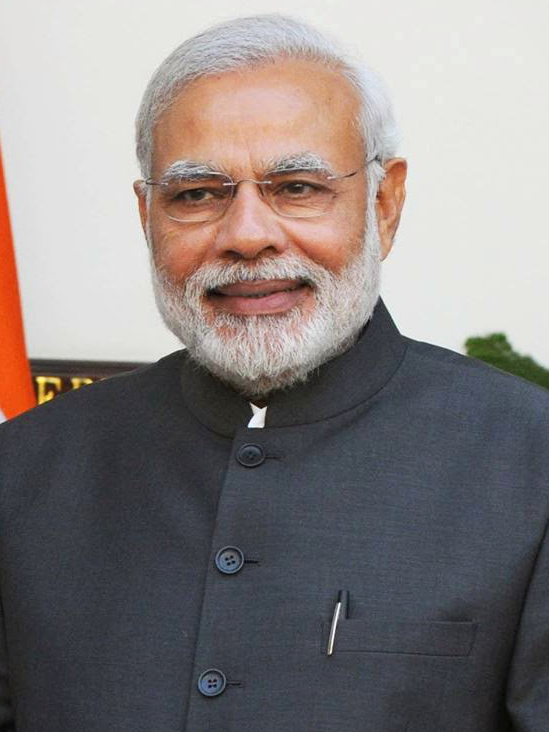
رئيس الوزراء الحالي للهند ناريندرا مودي.

رئيس الوزراء هو أعلى أعضاء مجلس الوزراء في السلطة التنفيذية للحكومة في النظام البرلماني. يختار رئيس الوزراء أعضاء الحكومة ومن الممكن أن يقيلهم، وأن يخصص مناصب الأعضاء داخل الحكومة، وهو رئيس مجلس الوزراء.
يعين رئيس الهند مجلس وزراء الاتحاد الذي يرأسه رئيس الوزراء لمساعدته في إدارة شؤون السلطة التنفيذية. مجلس وزراء الاتحاد مسؤول مسؤولية جماعية أمام اللوك سابها بموجب المادة 75(3) من دستور الهند. يجب أن يحظى رئيس الوزراء بثقة الأغلبية في اللوك سابها ويستقيل، بناء على تعليمات من الرئيس، إذا لم يتمكن من نيل الأغلبية.

## الأصول والتاريخ
تتبع الهند نظامًا برلمانيًا يكون فيه رئيس الوزراء هو رئيس الحكومة ورئيس الجهاز التنفيذي للحكومة. في مثل هذه النظم، عادةً ما يشغل رئيس الدولة أو الممثل الرسمي لرئاسة الدولة (الملك، الرئيس، أو الحاكم العام) منصبه بصورة رسمية ويتصرَّف -في معظم المسائل- بناءً على نصيحة رئيس الوزراء فقط.
ينبغي أن يصبح رئيس الوزراء- في حالة لم يكن عضوًا بالفعل- عضوًا في البرلمان في غضون ستة أشهر من بدء فترة ولايته. من المتوقع أن يعمل رئيس الوزراء مع وزراء مركزيين آخرين لضمان إقرار البرلمان مشاريع القوانين.

### التاريخ

#### 1947–1984
منذ عام 1947، كان هناك 14 رئيس وزراء مختلفًا. شهدت العقود القليلة الأولى بعد عام 1947 هيمنة شبه كاملة للمؤتمر الوطني الهندي (أي إن سي) على الخريطة السياسية للهند. أدى جواهر لال نهرو، أول رئيس وزراء للهند، اليمين في 15 أغسطس 1947. استمر نهرو في منصب رئيس الوزراء لمدة 17 عامًا متتالية، إذ فاز في أربعة انتخابات عامة. انتهت مدة ولايته في مايو 1964 بوفاته. بعد موت نهرو، تقلد لال بهادور شاستري- وزير الداخلية السابق وزعيم حزب المؤتمر- منصب رئيس الوزراء. شهدت ولاية شاستري الحرب الهندية الباكستانية في عام 1965. تُوفي شاستري بعد ذلك متأثرًا بنوبة قلبية في طشقند، بعد التوقيع على إعلان طشقند.
بعد شاستري، انتُخبت أنديرا غاندي- ابنة نهرو- بوصفها أول امرأة رئيسة للوزراء في البلاد. استمرت فترة ولاية أنديرا الأولى 11 عامًا، واتخذت خلالها خطوات من قبيل تأميم البنوك، وإنهاء البدلات والمناصب السياسية التي كان يتسلمها أفراد العائلات المالكة للولايات الأميرية السابقة في الهند البريطانية. بالإضافة إلى ذلك، وقعت أحداث مثل الحرب الهندية الباكستانية في عام 1971، وقيام دولة بنغلاديش المستقلة، وانضمام شعب سيكيم إلى الهند عبر استفتاء أُجري في عام 1975، وأول تجربة نووية في الهند في بوخران؛ أثناء ولاية أنديرا الأولى. في عام 1975، فرض الرئيس فخر الدين علي أحمد- بناء على نصيحة من أنديرا -حالة الطوارئ، ومن ثم منح الحكومة سلطة الحكم بمرسوم، واشتُهرت هذه الفترة بانتهاكات حقوق الإنسان.
بعد احتجاجات واسعة النطاق، رُفعت حالة الطوارئ سنة 1977، وكان من المقرر إجراء انتخابات عامة. في الانتخابات العامة التي جرت في عام 1977، كافحت جميع الأحزاب السياسية المعارضة- بعد انتهاء حالة الطوارئ- ضد حزب المؤتمر، تحت مظلة حزب جاناتا، ونجحت في هزيمة حزب المؤتمر. في وقت لاحق، أصبح مورارجي ديساي- وهو نائب سابق لرئيس الوزراء- أول رئيس وزراء في البلاد من خارج حزب المؤتمر. كانت حكومة ديساي تتألف من جماعات ذات أيديولوجيات متعارضة يصعب فيها الحفاظ على الوحدة والتنسيق. في نهاية المطاف، بعد عامين ونصف في رئاسة الوزراء، وفي 28 يوليو 1979، قدم ديساي استقالته إلى الرئيس، وسقطت حكومته. بعد ذلك، أثبت تشاران سينغ -نائب رئيس الوزراء في حكومة ديساي- بدعم مشروط من حزب المؤتمر، أنه يمثل الأغلبية في اللوك سابها وأقسم اليمين كرئيس للوزراء. مع ذلك، سحب حزب المؤتمر دعمه بعد ذلك بفترة وجيزة، فاضطر سينغ إلى الاستقالة، وكانت مدة ولايته خمسة أشهر، وهي أقصر مدة في تاريخ المنصب.
في عام 1980، بعد غياب دام ثلاث سنوات، عاد حزب المؤتمر إلى السلطة بأغلبية مطلقة. انتُخبت أنديرا غاندي رئيسة للوزراء للمرة الثانية. خلال فترة ولايتها الثانية، نُفذت عملية بلو ستار- وهي عملية للجيش الهندي داخل المعبد الذهبي، وهو أقدس مكان في الديانة السيخية- ما أسفر حسب التقارير عن مقتل آلاف الأشخاص. في وقت لاحق، في 31 أكتوبر 1984، قُتلت أنديرا غاندي برصاص ساتوانت سينغ وبينت سينغ- اثنان من حراسها الشخصيين- في حديقة مسكنها الواقع على طريق سافادارجونغ، نيودلهي.

## دور وسلطة رئيس الوزراء

### السلطات التشريعية
يعمل رئيس الوزراء كزعيم لمجلس النواب -وعادة ما يكون اللوك سابها- الذي يكون عضوًا فيه. في إطار هذا الدور، يُكلف رئيس الوزراء بتمثيل السلطة التنفيذية في الهيئة التشريعية، ويُتوقع منه أيضًا أن يعلن عن التشريعات الهامة، كما يتوقع منه أن يستجيب لشواغل المعارضة. تمنح المادة 85 من الدستور الهندي الرئيس سلطة عقد وإنهاء الدورات الاستثنائية للبرلمان، ومع ذلك، فإن هذه السلطة لا تُمارس إلا بناء على مشورة رئيس الوزراء ومجلسه، ومن ثم، فإن رئيس الوزراء يمارس، على نحو عملي، قدرًا من السيطرة على شؤون البرلمان.

## الإطار الدستوري ومنصب رئيس الوزراء
في الدستور تنص خطة للشؤون فيه رئيس الهند هو رئيس الدولة. وفقًا للمادة 53، على أن يكون منصب رئيس الوزراء هو رئيس مجلس الوزراء لمساعدة الرئيس وتقديم المشورة له في أداء مهامه الدستورية. وعلى سبيل الاقتباس، تنص المواد 53 و 74 و 75 على ما يلي؛
تناط السلطات التنفيذية للاتحاد بالرئيس، ويتم ممارستها إما مباشرة أو من خلال موظفين تابعين له، وفقًا للدستور.
-  المادة 53 (1) من دستور الهند.
يجب أن يكون هناك مجلس للوزراء على رأسه رئيس الوزراء لمساعدة الرئيس وإسداء المشورة له، والذي يتعين عليه، في ممارسة مهامه، التصرف وفقًا لهذه المشورة.
-  المادة 74 (1) من دستور الهند.
يتم تعيين رئيس الوزراء من قبل الرئيس ويعين الوزراء الآخرون من قبل الرئيس بناءً على مشورة رئيس الوزراء.
-  المادة 75 (1) من دستور الهند.
رئيس وزراء الهند هو رئيس الحكومة ومسؤول عن السلطة التنفيذية. واجب رئيس الجمهورية الدستوري هو الحفاظ على الدستور والقانون وحمايتهما والدفاع عنه حسب المادة 60. في دستور الهند، ورد ذكر رئيس الوزراء في أربع مواد فقط (المواد 74 و75 و78 و366)، ومع ذلك فإنه يلعب دورًا حاسمًا في حكومة الهند من خلال التمتع بالأغلبية في لوك سابها.

## التعيين والمدة والعزل

### جدارة - أهلية
وفقًا للمادة 84 من دستور الهند، والتي تحدد المؤهلات الأساسية لعضو البرلمان، والمادة 75 من دستور الهند، التي تحدد مؤهلات الوزير في مجلس الوزراء الاتحادي،  ويجب على رئيس الوزراء:
- أن يكون مواطنًا في الهند.
- أن يكون عضوًا في لوك سابها أو راجيا سابها. إذا لم يكن الشخص الذي تم اختياره رئيسًا للوزراء عضوًا في لوك سابها أو راجيا سابها في وقت الاختيار، فيجب أن يصبح عضوًا في أي من المجلسين في غضون ستة أشهر.

أن يكون عمرك أكبر من 25 عامًا إذا كان عضوًا في لوك سابها، أو فوق 30 عامًا إذا كان عضوًا في راجيا سابها.
لا يشغل أي منصب يدر عليه الربح في ظل حكومة الهند أو حكومة أي ولاية أو تحت أي سلطة محلية أو سلطة أخرى خاضعة لسيطرة أي من الحكومات المذكورة.
ومع ذلك، إذا تم انتخاب مرشح كرئيس للوزراء، فيجب عليه إخلاء منصبه من أي شركة خاصة أو حكومية ولا يجوز له تولي المنصب إلا عند انتهاء فترة ولايته.

### قَسم المنصب و السرية
يُطلب من رئيس الوزراء القيام والاشتراك في حضور رئيس الهند قبل توليه المنصب، وأداء يمين المنصب والسرية، وفقًا للجدول الثالث من دستور الهند.
قسم المنصب:
أنا، <يذكر اسمه>، أقسم باسم الله / أؤكد رسميًا أنني سأحمل الإيمان والولاء الحقيقيين لدستور الهند كما هو منصوص عليه بموجب القانون، وأنني سأحافظ على سيادة الهند وسلامتها، وأنني سألتزم بإخلاص و أؤدي واجباتي بضمير حي بصفتي رئيس وزراء الاتحاد وأنني سأفعل الحق مع جميع أنواع الناس وفقًا للدستور والقانون، دون خوف أو محاباة أو مودة أو سوء نية.
-  دستور الهند، الجدول الثالث، الجزء الأول.
قسم السرية:
أنا، <يذكر اسمه>، أقسم باسم الله / أؤكد رسميًا أنني لن أبلغ أو أكشف بشكل مباشر أو غير مباشر إلى أي شخص أو أشخاص أي مسألة ستُعرض على نظرتي أو ستصبح معروفة لدي كرئيس للوزراء من أجل الاتحاد باستثناء ما قد يكون مطلوبًا لأداء واجباتي بصفتي وزيرًا.
-  دستور الهند، الجدول الثالث، الجزء الثاني.

### المدة والعزل من المنصب
يجوز لرئيس الوزراء البقاء في منصبه إلى أجل غير مسمى، طالما أن الرئيس يثق به / بها. ومع ذلك، يجب أن يحظى رئيس الوزراء بثقة لوك سابها، مجلس النواب في برلمان الهند.
ومع ذلك، يمكن أن تنتهي ولاية رئيس الوزراء قبل نهاية ولاية لوك سابها، إذا لم تعد الأغلبية البسيطة من أعضائها تثق به / بها، فإن هذا يسمى التصويت بحجب الثقة.  ثلاثة رؤساء وزراء، إندير كومار جوجرال، ديف جودا اتش دي وأتال بيهاري فاجبايي تم التصويت لهم من مناصبهم بهذه الطريقة. بالإضافة إلى ذلك، يمكن لرئيس الوزراء أيضًا الاستقالة من منصبه؛ كان مورارجي ديساي أول رئيس وزراء يستقيل أثناء وجوده في منصبه.
عند التوقف عن امتلاك المؤهلات المطلوبة لعضوية البرلمان الخاضع لقانون تمثيل الشعب لعام 1951.

## العائلة
أحياناً ترافق رئيس الوزراء زوجته في الزيارات الخارجية. يتم أيضًا توفير الحماية لأسرة رئيس الوزراء من قبل مجموعة الحماية الخاصة.

## بعد رئاسة الوزراء
يحق لرؤساء الوزراء السابقين الحصول على منزل من طابق واحد، ويحق لرؤساء الوزراء السابقين أيضًا نفس التسهيلات التي تُمنح لوزير حالي في الحكومة،  بما في ذلك طاقم سكرتارية مكون من أربعة عشر عضوًا، لمدة خمسة سنين؛ سداد نفقات المكتب؛ ست تذاكر طيران محلية من الدرجة التنفيذية كل عام؛ وغطاء أمني من مجموعة الحماية الخاصة.
بالإضافة إلى ذلك، يحتل رؤساء الوزراء السابقون المرتبة السابعة على ترتيب الأسبقية الهندية، بما يعادل رؤساء وزراء الولايات (داخل ولاياتهم) ووزراء الوزراء، بصفته عضوًا سابقًا في البرلمان، كما يحصل على معاش تقاعدي بعد تركه لمنصبه. في عام 2015، حصل النائب السابق على معاش تقاعدي بحد أدنى 20000 روبية (280 دولارًا أمريكيًا) شهريًا، بالإضافة إلى - إذا كان نائبًا في البرلمان لأكثر من خمس سنوات - 1500 روبية (21 دولارًا أمريكيًا) عن كل سنة خدم فيها.
كان لبعض رؤساء الوزراء وظائف مهمة بعد فترة ولايتهم، بما في ذلك ديف جودا اتش دي، الذي ظل عضوًا في لوك سابها حتى عام 2019، ولا يزال مانموهان سينغ عضوًا في راجيا سابها.

### الجنازة
يتم منح رؤساء الوزراء جنازة رسمية. من المعتاد أن تعلن الولايات والأقاليم الاتحادية يوم حداد بمناسبة وفاة أي رئيس وزراء سابق.

### الذكرى
تم تسمية العديد من المؤسسات على اسم رؤساء وزراء الهند. يتم الاحتفال بتاريخ ميلاد جواهر لال نهرو بيوم للأطفال في الهند. كما يتم الاحتفال برؤساء الوزراء على الطوابع البريدية للعديد من البلدان.

## أموال رئاسة الوزراء
يرأس رئيس الوزراء مختلف الصناديق.

### صندوق الدفاع الوطني
تم إنشاء صندوق الدفاع الوطني (ان دي اف) من قبل الحكومة الهندية في عام 1962، في أعقاب الحرب الصينية الهندية عام 1962. يعمل رئيس الوزراء كرئيس للجنة التنفيذية للصندوق، بينما يعمل وزراء الدفاع والمالية والداخل كأعضاء في اللجنة التنفيذية، كما يعمل وزير المالية أمين خزانة اللجنة.
سكرتير اللجنة التنفيذية للصندوق هو سكرتير مشترك في مكتب رئيس الوزراء، ويتعامل مع موضوع الدفاع الوطني.  الصندوق - وفقًا لموقعه على الإنترنت - «يعتمد كليًا على المساهمات الطوعية من الجمهور ولا يحصل على أي دعم في الميزانية.». التبرعات للصندوق معفاة من الضرائب بنسبة 100٪ بموجب القسم (80جي) من قانون ضريبة الدخل لعام 1961.

### صندوق الإغاثة الوطني لرئيس مجلس الوزراء
تم إنشاء صندوق رئيس الوزراء للإغاثة الوطنية (بيه ام ان ار اف) من قبل أول رئيس وزراء للهند - جواهر لال نهرو - في عام 1948 لمساعدة النازحين من باكستان. يستخدم الصندوق الآن في المقام الأول لمساعدة أسر أولئك الذين لقوا حتفهم خلال الكوارث الطبيعية مثل الزلازل والأعاصير والفيضانات، وثانيًا لسداد النفقات الطبية للأشخاص المصابين بأمراض مزمنة وقاتلة. التبرعات للصندوق (بيه ام ان ار اف) معفاة من الضرائب بنسبة 100٪ بموجب القسم (80جي) من قانون ضريبة الدخل لعام 1961.

## نائب رئيس مجلس الوزراء
منصب نائب رئيس وزراء الهند ليس من الناحية الفنية وظيفة دستورية، ولا يوجد أي ذكر له في قانون البرلمان. لكن تاريخيًا، وفي مناسبات مختلفة، عينت حكومات مختلفة أحد كبار وزرائها نائبًا لرئيس الوزراء. لا توجد متطلبات دستورية لشغل منصب نائب رئيس الوزراء، ولا يوفر المنصب أي نوع من الصلاحيات الخاصة. عادة، وزراء كبار مثل وزير المالية أو وزير الداخلية يتم تعيينهم نائبًا لرئيس الوزراء. ويعتبر هذا المنصب هو الأعلى في مجلس الوزراء بعد رئيس الوزراء ويمثل الحكومة في غيابه. بشكل عام، تم تعيين نواب رئيس الوزراء لتقوية الحكومات الائتلافية. كان أول شاغل لهذا المنصب فالابهبهاي باتيل، الذي كان أيضًا وزير الداخلية في حكومة جواهر لال نهرو.

## الأجور والاستحقاقات
تخول المادة 75 من دستور الهند البرلمان سلطة تقرير المكافآت والاستحقاقات الأخرى لرئيس الوزراء والوزراء الآخرين، ويقرر البرلمان ذلك مع التجديد من وقت لآخر. حُددت الأجور الأساسية لرئيس الوزراء والوزراء الآخرين في الجزء بي من الجدول الثاني للدستور، وهو ما أُلغي فيما بعد بتعديلات الدستور.
في عام 2010، أفاد مكتب رئيس الوزراء أنه لا يتلقى راتبًا رسميًا، بل يحق له فقط الحصول على بدلات شهرية. في تلك السنة نفسها، ذكرت مجلة ذي إيكونوميست أن رئيس الوزراء، استنادًا إلى تعادل القوة الشرائية، يحصل على ما يعادل 4106$ في السنة. كنسبة مئوية من نصيب الفرد في الناتج المحلي الإجمالي للبلد (جي دي بُي)، فإن هذا المعدل هو الأدنى بين جميع البلدان التي شملتها دراسة مجلة ذي إيكونوميست.
| التاريخ     | راتب رئيس الوزراء الهندي    |
| ----------- | --------------------------- |
| أكتوبر 2009 | 100,000 روبية (1,400 دولار) |
| أكتوبر 2010 | 135,000 روبية (1,900 دولار) |
| يوليو 2012  | 160,000 روبية (2,200 دولار) |

## وصلات خارجية
- الموقع الرسمي